# Joaquín Esteban Oseguera Peña
Joaquín Esteban Oseguera Peña es Profesor de ingeniería e investigador especializado en tratamientos  termoquímicos asistidos por plasmas  así como materiales de ingeniería mecánica
Oseguera Peña tiene licenciatura en física y un doctorado en ingeniería mecánica por el Instituto Politécnico Nacional. También realizó sus estudios de posgrado en París.
Ha trabajado con el  Tec de Monterrey desde 1980, aceptando su actual posición como profesor e investigador en la Escuela de Diseño en el departamento de Ingeniería y Arquitectura del  Campus Estado de México en 1990. Se especializa en tratamientos asistidos por plasmas y materiales de ingeniería mecánica pero también trabaja en desarrollo de prototipos de tratamientos con plasma, simulación matemática de procesos, caracterización de los procesos y caracterización estructural de los productos.
También, tiene experiencia trabajando en industria básica del hierro y del acero y fabricación de componentes electrónicos, entre otras industrias manufactureras.
Una de las razones por las que aceptó su posición en el Campus Estado de México fue que consideró que aún había mucho por hacer acerca de la investigación en el instituto. Se define a sí mismo como un "hombre de retos," dice que los estudiantes lo desafían y algunas veces sacan lo mejor de él mismo.
Oseguera Peña fue declarado como uno de los objetivos de la explosión de la bomba en el Campus Estado de México en agosto de 2011, detonada por un grupo anti tecnología llamado Tendiendo a lo Salvaje (ITS).
El profesor ha sido reconocido con nivel II del  Sistema Nacional de Investigadores, de México, así como también el premio Rómulo Garza de 2012 al Profesor Investigador Emprendedor por Empresas Creadas, que ha sido entregado cada año a profesores prominentes y otros profesionales en el Tec de Monterrey.